# Jonathan Svensson
Jonathan Svensson, född 27 januari 1998, är en svensk handbollsspelare. Han är högerhänt och spelar som vänsternia.

## Karriär
Svensson har Ystads IF som moderklubb. 2016 tog han steget upp i herrlaget. Han var med och blev Svensk mästare 2022.
Sedan sommaren 2023 har han kontrakt med tyska Bundesligaklubben HC Erlangen.
I mars 2023 blev han inkallad till landskamper med A-landslaget efter återbud i den initiala truppen, men åkte själv på skada precis innan och blev därför tvungen att lämna återbud. Han debuterade 27 april 2023 i landskamp mot Tyskland, och gjorde då sina två första A-landslagsmål.